# 乌尔斯·霍泽尔
乌尔斯·霍泽尔（Urs Hölzle ），瑞士籍软件工程师和企業高管。他是谷歌技术基础设施高级副总裁和Google研究员，也是Google第八位员工和第一位工程副总裁。 Google的大部分开发流程和基础架构都是在他的主持下完成。 2013年，乌尔斯·霍泽尔當選美国国家工程院院士。

## 生平
他于1988年获得苏黎世联邦理工学院计算机科学硕士学位，并于同年获得富布赖特项目奖学金。 1994年，他获得了史丹佛大學博士学位。他的研究重点是编程语言及其实现。在加入Google之前，乌尔斯·霍泽尔是加利福尼亞大學聖巴巴拉分校的计算机科学副教授。